# 劉麗妃
安和榮靖麗妃，亦稱為劉麗妃 （1426年—1512年8月2日），山東承宣佈政使司濟寧州人。劉林之女，明朝明英宗朱祁鎮之麗妃。

## 生平
根據《明實錄》的記載，劉麗妃是山東濟寧州人，父親為劉林，母親為陳氏。宣德元年（1426年）左右，劉氏出生，宣德七年（1432年），劉氏「選侍英宗睿皇帝」。
天順元年（1457年），劉氏被剛復辟的明英宗冊封為麗妃（據考證，天順元年四月十三日，冊立貴妃周氏及諸妃，明英宗派遣太平侯張軏為正使，武功伯徐有貞為副使持節行禮）。天順八年正月十六日（1464年2月22日），明英宗病重，召皇太子朱見深及太監牛玉等人到病榻前，囑咐他們說殉葬不是古禮，仁者不忍，所以眾妃不必殉葬，並且吩咐他們要挑選好地方建造陵寢，錢皇后壽終之後與他合葬，貞順懿恭惠妃劉氏的墳墓亦需遷來，以後諸妃依次祔葬。翌日，明英宗駕崩，劉麗妃等明英宗遺孀開始守寡生活，不需要殉葬。正德七年六月二十一日（1512年8月2日），劉麗妃薨逝，享年八十七歲，明英宗的曾孫子明武宗朱厚照輟朝五日，祭葬如制，並且賜四字謚號「安和榮靖」，稱劉氏為安和榮靖麗妃。劉麗妃葬於北京金山。
此外，張廷玉等人所寫的《明史》稱嘉祥公主的生母是「妃劉氏」，未知是指劉麗妃，還是劉恭妃、劉敬妃。